# Большое Лыскарево
Большое Лыскарево — деревня в Усть-Кубинском районе Вологодской области.
Входит в состав Никольского сельского поселения, с точки зрения административно-территориального деления — в Никольский сельсовет.
Расстояние по автодороге до районного центра Устья — 41,5 км, до центра муниципального образования Никольского — 8,5 км. Ближайшие населённые пункты — Ждановская, Малое Лыскарево, Тавлаш.
По данным переписи в 2002 году постоянного населения не было.